# PRIDE男祭り
PRIDE 男祭り（プライド おとこまつり）は、ドリームステージエンターテインメント（DSE）が運営する日本の総合格闘技イベントPRIDEの大晦日の大会。

## 概要
男祭りは夢の対決、因縁の対決、イロモノ対決といった話題性に重点を置いている興行になっている。ゆえに実力やキャリアの差、体重差が軽視される対戦が組まれる事も多い。
2002年までDSEが運営協力を行なって来た格闘技イベント「INOKI BOM-BA-YE」から枝分かれする形で誕生した。2003年から2005年にかけてはフジテレビが主催し、2006年にフジテレビのPRIDEの放送契約解除を受けて、それまで運営を行なっていたDSEがフジテレビに代わって主催する。会場はさいたまスーパーアリーナ。

## オープニングセレモニー
選手紹介前にPRIDE統括本部長の高田延彦がなにかしらの特技を披露するのが恒例となっている。これまでに高田が披露したのは、
- 地上60メートルのさいたまスーパーアリーナの屋上から開催宣言。（2003年）
- ふんどし一丁で大太鼓を叩く。（2004年）
- タップダンスを踊った後にふんどし一丁で太鼓を叩く。（2005年）
- ピアノを演奏した後にふんどし一丁で太鼓を叩く。（2006年）

などである。

## テレビ放送
スカイパーフェクTV!「パーフェクトチョイス」にてペイ・パー・ビューで生中継を行っている。
2003年から2005年の3回は主催のフジテレビ・FNS系列で地上波で放送された。放送時間は、18時台から23時台まで5時間以上に及んだ。

## 大会一覧
| 大会名                        | 開催年月日     | 会場                     | 開催地           |
| ----------------------------- | -------------- | ------------------------ | ---------------- |
| PRIDE 男祭り 2006 -FUMETSU-   | 2006年12月31日 | さいたまスーパーアリーナ | 埼玉県さいたま市 |
| PRIDE 男祭り 2005 頂-ITADAKI- | 2005年12月31日 | さいたまスーパーアリーナ | 埼玉県さいたま市 |
| PRIDE 男祭り 2004 -SADAME-    | 2004年12月31日 | さいたまスーパーアリーナ | 埼玉県さいたま市 |
| PRIDE SPECIAL 男祭り 2003     | 2003年12月31日 | さいたまスーパーアリーナ | 埼玉県さいたま市 |

## 大晦日に行われた格闘技イベント
- K-1 PREMIUM Dynamite!!→Dynamite!! 〜勇気のチカラ〜（2003年～2010年）
- INOKI BOM-BA-YE（2000年～2003年）